# SIG 522LR半自動步槍
SIG 522LR（英語：SIG Sauer 522LR）是一把由德国槍械公司西格&紹爾研製及生產的反沖作用式半自動步槍，外觀與SIG SG 55X 5.56×45毫米北約口徑系列突击步枪相似，發射.22 LR口徑手枪子彈。

## 設計細節
由於控件和功能大多是與相同的，522可作為其較大的中央式底火口徑彈藥的步槍的訓練平台使用。相對的，它與中央式底火口徑彈藥步槍的不同之處也只在一小部份。522系列沒有55X系列所裝有的可調節式導氣箍。相反，它裝上一個假導氣箍。SIG將之稱為一個儲存容器。522系列可採用由黑狗機器製造並在與SIG 522配送更改品牌名字的10發或25發彈匣，而非30發彈匣。

## 衍生型

### 522經典型
SIG 522經典型裝有一個標準型聚合物前托，在機匣頂部的MIL-STD-1913戰術導軌，以及折疊、伸縮式槍托。槍口裝上了仿照M16A2風格的“鳥籠”式消焰器。可選附件包括西格&紹爾式機械瞄具和可用以安裝在頂部的MIL-STD-1913戰術導軌以上的SIG品牌的迷你紅點鏡接口。槍管長度為16.6英寸，總重為6磅6盎司。

### 522 SWAT型
SIG 522 SWAT型與其基礎的經典型的不同之處在於前護木裝上了全長度MIL-STD-1913戰術導軌。總重與522經典型同為6磅6盎司，而且SWAT型具有與經典型相同的消焰器。

### 522突擊隊型
SIG 522突擊隊型具有一個縮短型前護木和安裝到1⁄2" TPI螺紋以上的假消聲器。它具有標準型的無導軌聚合物護木。總重為6磅2盎司。

### 522 SWAT突擊隊型
SIG 522 SWAT突擊隊型具有與裝在突擊隊型以上相同的假消聲器，但增加了縮短版本的SWAT型鋁製導軌式前護木。總重與522522突擊隊型同為6磅2盎司。

### 522目標型
SIG 522目標型是522產品線之中最新型號，具有鋁管製自由浮動式前護木，浮動於槍管四周以提高精度。它配備了藉由頂部MIL-STD-1913戰術導軌安裝的可變倍率式光學瞄準鏡和一根20英寸槍管。總重為7磅1盎司，無槍口裝置。

## 資料來源
1. 1 2 3 4 5  . Sigsauer.com.   [2012-02-16]. （原始内容存档于2012-02-14） （英语）.
2. 1 2 3 4  . Sigsauer.com.   [2012-02-16]. （原始内容存档于2012-02-13） （英语）.
3. 1 2 3 4  . Sigsauer.com.   [2012-02-16]. （原始内容存档于2012-02-13） （英语）.
4. 1 2 3 4  . Sigsauer.com.   [2012-02-16]. （原始内容存档于2012-01-31） （英语）.
5. ↑  Sweeney, Patrick. . Iola, Wisconsin: Krause Publications. 2011: 195. ISBN 978-1-4402-1432-5.[]
6. ↑  Daniel T. McElrath. . Americanrifleman.org.   [2012-02-16]. （原始内容存档于2011-12-10） （英语）.
7. ↑  . Sigsauer.com.   [2012-02-16]. （原始内容存档于2012-02-14） （英语）.

## 外部連結
- （英文）—Official page（页面存档备份，存于）
- （英文）—SIG 522 Owner’s Manual
- （英文）—Gunblast.com—SHOT Show 2011 - Day 2（页面存档备份，存于）
- （英文）—The Truth About Guns—SIG522 Classic > AR = America’s Rifle（页面存档备份，存于）
- （英文）—Tactical Life.com—
  - Samson STAR 522 Rail for Sig 522（页面存档备份，存于）
  - 28 Tactical Rimfire Rifles For Downrange Training（页面存档备份，存于）